# USS Scourge (1846)
El USS Scourge fue un barco de guerra a vapor de los Estados Unidos que participó en la Guerra de Intervención (1846–1848) entre los Estados Unidos y México.

## Adquisición
Conocido como el Bangor, este barco fue comprado por los Estados Unidos el 30 de diciembre de 1846 con el fin de entrar en servicio durante la Guerra con México. Una vez equipado, su nombre fue rebautizado a USS Scourge y comandado por el coronel Charles G. Hunter.

## Servicio
Este navío se unió a las fuerzas del Comodoro Matthew Perry en el Golfo de México el 29 de marzo de 1847, fecha de la capitulación del puerto de Veracruz. Formó parte de las flotillas "mosquito" e, inmediatamente después de su llegada al puerto de Veracruz, le fue asignado establecer un bloqueo sobre la villa de Alvarado, a la cual se le había concertado un ataque por mar y tierra. El 31 de marzo de 1847, el Scourge, actuando solitariamente, capturó un indefenso y abandonado, militarmente hablando, puerto de Alvarado.
Posteriormente el vapor participó en las capturas de La Peña, Palma Sola, Hospital Hill, Tuxpan y Tabasco. Previo al ataque a Tabasco, el coronel Lockwood, oficial al mando, se convirtió en uno de los primeros oficiales en proteger la expuesta maquinaria del navío utilizando sacos de arena.

### Bitácora de a bordo
Los documentos siguientes son traducciones de las bitácoras de a bordo del USS Scourge referentes a la capitulación y captura de los puertos de Alvarado y Tlacotalpan.

#### 31 de marzo de 1847
Alvarado, 31 de marzo de 1847.

El pueblo de Alvarado, habiendo sido dejado sin defensas, se rinde ante el USS Scourge, Capitán C.G. Hunter, bajo los siguientes términos:

1) Las fuerzas de los Estados Unidos se comprometen a respetar y proteger la religión Católica Romana.

2) Estas fuerzas, solemnemente, garantizarán la completa y entera protección de los habitantes de este pueblo, toda clase de propiedades, siendo entendido que ningún edificio público ni ninguna casa privada deberá ser tomada o usada por parte de estas fuerzas, a menos que un acuerdo previo sea hecho con los propietaros.

Firma JOSÉ RUÍZ PARRA. Presidente del Consejo.

Firma M.C. MARIN, Lieut. U.S.N.

NNR 72.132 1 de mayo de 1847. Términos de la Capitulación.

#### 1 de abril de 1847
Villa de Tlacotalpan, 1 de abril de 1847. 14h00

Presentes, Alcalde constitucional y ciudadanos, quienes constituyeron este ilustre consejo por un lado y, por el otro, el Capitán Charles G. Hunter, del USS Scourge acompañado por el segundo teniente del navío, M. C. Marin; el objeto es entrar en negociaciones adecuadas para el bienestar de los habitantes y la mejor comprensión con esta nación; los términos expresados en los siguientes artículos fueron acordados por ambas partes:

1) La villa de Tlacotalpan, por este medio, declara su perfecta neutralidad hacia las fuerzas de los Estados Unidos, así como su total sumisión a ellas por el tiempo que duren las actuales circunstancias.

2) Tomando estas consideraciones, el mencionado capitán, en nombre del gobierno que le asignó esta comisión, suscribe el compromiso de respetar los derechos individuales de los habitantes, tanto en sus personas como en sus propiedades privadas; así mismo, respetará la religión Católica y su libre ejercicio en cualquier forma de culto.

Con el cumplimiento y fiel observación de este documento, las partes contrayentes se sujetan tanto una como a la otra a través de las formas usuales y, dando testimonio, inscriben sus nombres en dos copias de este contrato, con las mismas cláusulas y fechas.

Elaborado por el alcalde, oficial que preside este consejo, y el antes mencionado segundo teniente, quien contribuyó en la preparación de esta negociación y quien está comisionado a firmar este acuerdo en representación del Capitán Charles. G. Hunter.

Firma PEDRO ATALPICO.

Firma M.C. MARIN, Lieut. U.S.N.

NNR 72.132 1 de mayo de 1847. Términos de la Capitulación.

## Venta
El USS Scourge fue vendido en Nueva Orleans a un país extranjero (Venezuela) el 7 de octubre de 1848.